# Кулик Сергій Леонідович
Сергій Леонідович Кулик (нар. 30 березня 1964, Костянтинівка, Донецька область) — український військовик, генерал-полковник, спецпризначенець, начальник Управління державної охорони України (2012—2014).

## Життєпис
Народився 30 березня 1964 в Костянтинівці, Донецька область. 
З 1981 проходив військову службу в Збройних силах СРСР.
У 1985 закінчив Ленінградське вище військово-політичне училище протиповітряної оборони.
У 1985—1994 — служба у військах Протиповітряної оборони СРСР і України.
У 1994—2009 — на оперативних та керівних посадах в СБУ.
У 2009—2011 — заступник начальника Управління державної охорони України.
З травня 2011 начальник управління кадрів Служби зовнішньої розвідки України.
З 9 лютого 2012 по 2014 — начальник Управління державної охорони України.
24 серпня 2012 отримав чергове військове звання генерал-лейтенанта.
У 2013 — Голова організаційного комітету чемпіонату України з багатоборства тілоохоронців—2013.
15 січня 2014 отримав чергове військове звання генерал-полковника.